# Krzysztof Przała
Krzysztof Przała (ur. 29 stycznia 1974 w Myślenicach) – polski piłkarz występujący na pozycji pomocnika.

## Kariera
Jest wychowankiem Dalina Myślenice, drużynie z rodzinnego miasta. W trakcie swojej kariery reprezentował barwy m.in. Legii Warszawa, Zawiszy Bydgoszcz, ŁKS-u Łódź i Hutnika Kraków. W 1990 roku wraz z reprezentacją Polski do lat 16 zajął 3. miejsce na Mistrzostwach Europy U-16.

## Sukcesy

### Polska U-16
- Mistrzostwa Europy U-16: 3. miejsce w 1990 roku